# 7,92×57mm Mauser

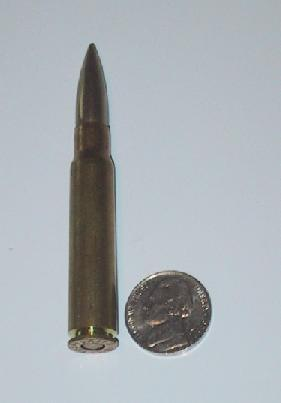
Набій .8х57 Маузер

7,92×57mm Mauser — (нім. 7,92×57 Mauser/8mm Mauser) — безфланцевий набій, розроблений в 1888 році для військових потреб. Також відомий як 8mm Mauser, 8×57mm або 8×57 IS
У 1903—1905 набій був прийнятий на озброєння у Німецькій імперії, використовувався німецькою стороною протягом Першої та Другої світових війн.
У 21 столітті 7,92×57mm Mauser все ще залишається популярним набоєм для полювання та спортивної стрільби.

## Історія

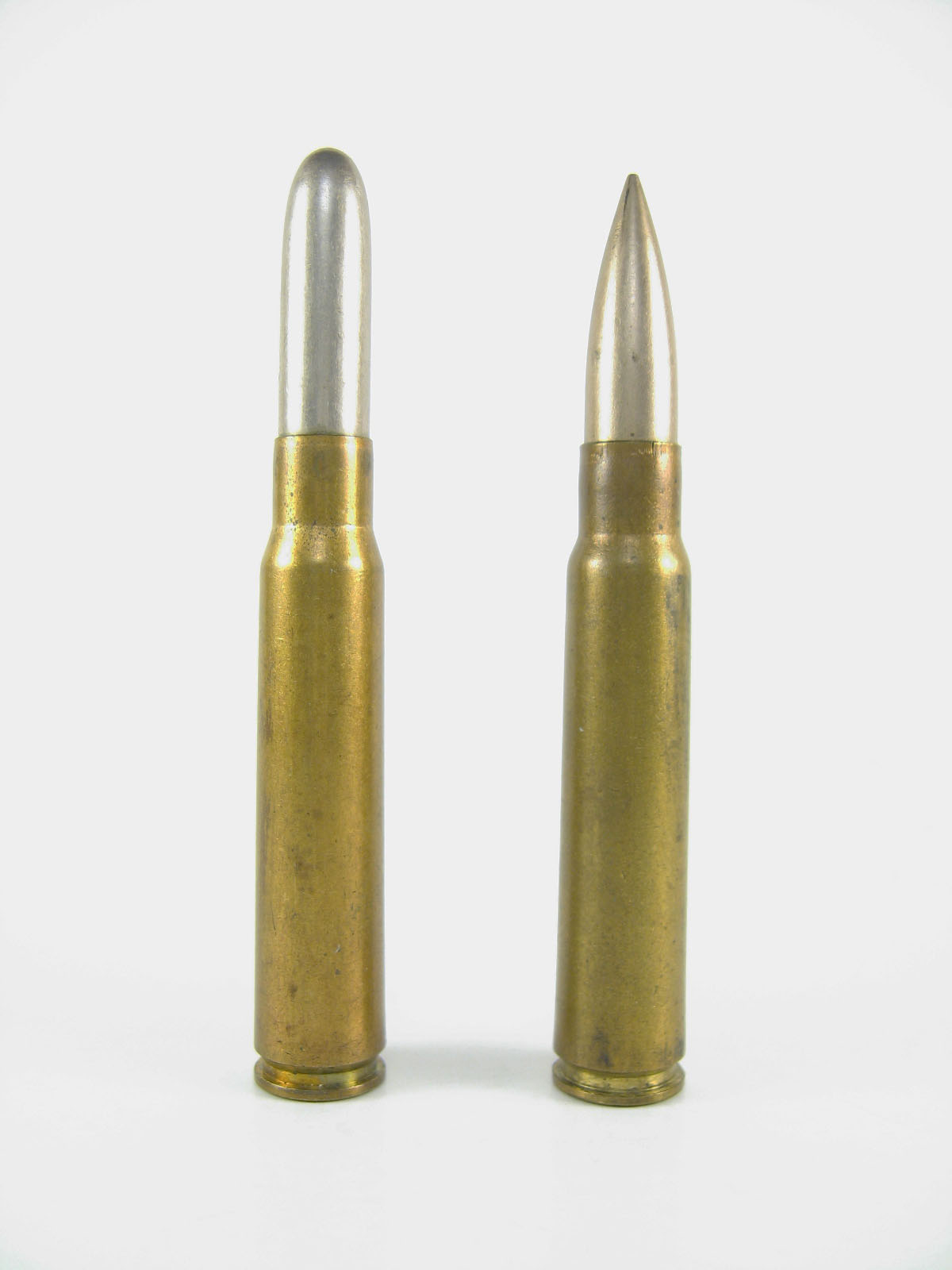
Зліва набій зразка 1888 року (M/88), праворуч 7,92×57 мм Mauser зразка 1903 року(S Patrone).

У 1888 році на озброєння у Німецькій імперії було прийнято гвинтівку Gewehr 1888, а разом з нею і Patrone 88(також відомий як M/88) — перший у Німеччині набій, який використовував бездимний порох. У набої знаходилась відносно важка (14.7 г) куля діаметром 8.08 мм з кулькоподібним кінцем. Ствол гвинтівки мав внутрішній діаметр між протилежними полями нарізів 7.9 мм, а між протилежними нарізами — 8.1 мм.
У 1903 році на основі M/88 було розроблено новий набій, яким і став 7,92×57 Mauser. У ньому використовувалась гостроноса куля вагою 9.9 г, діаметром 8.2 мм. Заряд пороху став сильнішим, тому дульна енергія збільшилась на 27 %, а швидкість кулі на 38 %. Таким чином, траєкторія польоту кулі стала більш пласкою, і точність пострілу стала менше залежати від відстані.
Новий набій став відомий як S Patrone; протягом 1904—1905 він повністю замістив Patrone 88 у німецькій армії.
У 1898 році німецька армія прийняла на озброєння нову гвинтівку, яка також використовувала S Patrone. Нова зброя виявилася настільки вдалою, що в малозміненому вигляді прослужила німцям аж до кінця Другої світової війни, а також в різних варіантах поставлялася на експорт і вироблялася за ліцензією в різних країнах (Австрія, Польща, Чехословаччина, Югославія та інші). Набій 7,92×57 Mauser також використовувався британцями у танковому кулеметі BESA.
Після Другої світової війни більшість країн світу поступово прийняли на озброєння інші типи набоїв (зокрема на 7,62×51 мм НАТО), однак 7,92×57 Mauser все ще використовується приватними особами. Наприклад, різновид під назвою 8x57 IRS пропонується для полювання. У 2004 році компанія Remington Arms випустила обмежену серію гвинтівки Remington Model 700, яка могла використовувати такі патрони.

## Характеристики
| Калібр      | Маса кулі г. | VO м/с | EO Джоулі |
| ----------- | ------------ | ------ | --------- |
| 8х57 Маузер | 11,0         | 765    | 3219      |
| 8х57 Маузер | 12,7         | 770    | 3765      |